# Мартыновы (деревня)
Мартыновы — деревня в Оричевском районе Кировской области в составе Спас-Талицкого сельского поселения.

## География
Расположена на расстоянии примерно 6 км по прямой на юго-восток от райцентра поселка Оричи.

## История
Известна с 1671 года как починок Кислицынской с 3 дворами, в 1764 году (деревня Кислицынская) уже 117 жителей. В 1873 году здесь (Кислицкая или Мартыново) дворов 27 и жителей 165, в 1905 (деревня Мартыново)  35 и 226, в 1926 (деревня Мартыново или Кислицкая) 37 и 157, в 1950 33 и 124, в 1989 оставалось 15 постоянных жителей. Настоящее название утвердилось с 1950 года.  Ныне имеет дачный характер.

## Население
Постоянное население составляло 1 человек (русские 100%) в 2002 году, 0 в 2010.